# یوکاری پینارلی (دمیراوزو)
یوکاری پینارلی (به ترکی استانبولی: Yukarıpınarlı) (به کردی: Sîsneya Jorîn) یک منطقهٔ مسکونی در ترکیه است که در دمیراوزو واقع شده‌است. یوکاری پینارلی ۸۹ نفر جمعیت دارد.